# Kenan & Kel
Kenan & Kel  è una serie televisiva statunitense in 65 episodi trasmessi per la prima volta nel corso di 4 stagioni dal 1996 al 2000.

## Personaggi e interpreti
- Kenan Rockmore (68 episodi, 1996-2000), interpretato da	Kenan Thompson.
- Kel Kimble (62 episodi, 1996-2000), interpretato da	Kel Mitchell.
- Kyra Rockmore (48 episodi, 1996-1999), interpretata da	Vanessa Baden.
- Roger Rockmore (44 episodi, 1996-1999), interpretato da	Ken Foree.
- Sheryl Rockmore (44 episodi, 1996-1999), interpretata da	Teal Marchande.
- Chris Potter (44 episodi, 1996-1999), interpretato da	Dan Frischman.
- Marc Cram (15 episodi, 1998-1999), interpretato da	Biagio Messina.
- Sharla Morrison (6 episodi, 1998-1999), interpretata da	Alexis Fields.

## Produzione
La serie, ideata da Kim Bass, fu prodotta da Nickelodeon Network e Tollin/Robbins Productions e girata negli studios della Nickelodeon a Orlando e a Los Angeles in California. Le musiche furono composte da Richard Tuttobene.

### Registi
Tra i registi della serie sono accreditati:
- Brian Robbins
- Linda Mendoza
- Alan Rosen

## Distribuzione
La serie fu trasmessa negli Stati Uniti dal 1996 al 2000 sulla rete televisiva Nickelodeon. In Italia è stata trasmessa su Nickelodeon con il titolo Kenan & Kel.
Alcune delle uscite internazionali sono state:
- negli Stati Uniti il 15 luglio 1996 (15 luglio 2000)
- nel Regno Unito il 5 gennaio 1997
- in Nuova Zelanda il 21 aprile 2001
- in Francia (Kenan & Kel)
- in Spagna (Kenan & Kel)
- in Ungheria (Kenan és Kel)
- in Spagna (Kenan y Kel)
- in Italia (Kenan & Kel)

## Episodi
| Stagione         | Episodi    | Prima TV USA | Prima TV Italia |
| ---------------- | ---------- | ------------ | --------------- |
| Prima stagione   | Pilot + 13 | 1996-1997    |                 |
| Seconda stagione | 13         | 1997         |                 |
| Terza stagione   | 22         | 1998-1999    |                 |
| Quarta stagione  | 16         | 1999-2000    |                 |